# Partido Lezama
Lezama ist das jüngste Partido und liegt im Osten der Provinz Buenos Aires. Es wurde 2009 vom Partido Chascomús abgespalten und ist umgeben von den Partidos Chascomús, Castelli und Pila.

## Geschichte
In den 1860er Jahren wurde die Errichtung weiterer Partidos in der Provinz Buenos Aires beschlossen. Darunter auch ein Partido mit dem Namen Biedema im ähnlicher geografischer Lage wie das jetzige Partido. Durch Veränderung der Verwaltungsstruktur wurde dieser kurze Zeit später aufgelöst und dem Partido Chascomús zugeschlagen.
Mit der Gründung der Kolonie und Siedlung Manuel J. Cobo bei der Bahnstation Lezama entstand ein zweites Zentrum im Partido Chascomús, welches sich wirtschaftlich entwickelte.
Dies führte schon in den ersten Jahrzehnten des 20. Jahrhunderts zu Abspaltungsversuchen. Im Jahr 2009 wurde durch ein Gesetz der Provinz Buenos Aires die Aufteilung des Partidos Chascomús und Neugründung des Partido Lezama beschlossen.

## Verkehr
Das Partido wird von der Autovía 2 von Buenos Aires nach Mar del Plata sowie von der Eisenbahnlinie von Constitución nach Mar del Plata erschlossen.

## Ortschaften
Neben dem Hauptort Lezama gibt es die kleineren Siedlungen Atilio Pessagno, El Destino und Monasterio.